# Cambridge (Ohio)
Cambridge es una ciudad ubicada en el condado de Guernsey en el estado estadounidense de Ohio. En el Censo de 2010 tenía una población de 10635 habitantes y una densidad poblacional de 646,03 personas por km².

## Geografía
Cambridge se encuentra ubicada en las coordenadas 40°1′16″N 81°35′7″O / 40.02111, -81.58528. Según la Oficina del Censo de los Estados Unidos, Cambridge tiene una superficie total de 16.46 km², de la cual 16.45 km² corresponden a tierra firme y (0.06%) 0.01 km² es agua.

## Demografía
Según el censo de 2010, había 10635 personas residiendo en Cambridge. La densidad de población era de 646,03 hab./km². De los 10635 habitantes, Cambridge estaba compuesto por el 92.68% blancos, el 3.39% eran afroamericanos, el 0.3% eran amerindios, el 0.31% eran asiáticos, el 0.03% eran isleños del Pacífico, el 0.31% eran de otras razas y el 2.97% pertenecían a dos o más razas. Del total de la población el 1.21% eran hispanos o latinos de cualquier raza.